# Надежда за обич
Надежда за обич (на турски: Benim Hala Umudum Var, в най-близък превод Все още имам надежда), е турски сериал, премиерно излъчен през 2013 г.

## Актьорски състав
- Гизем Караджа – Умут Озден
- Берк Октай – Хакан Демирер
- Шюкрю Йозйълдъз – Озан Коркмаз
- Лачин Джейлан – Асуде
- Ипек Елбан – Дуйгу
- Бюс Арслан – Берил
- Саваш Алп Башар – Рузгяр Демирер
- Пънар Гьокташ – Мелис

## В България
В България сериалът започва излъчване на 7 април 2014 г. в ефира на Диема Фемили и завършва на 10 юли. На 24 февруари 2016 г. започва повторно излъчване по Нова телевизия и завършва на 3 юни. Ролите се озвучават от Даниела Йорданова, Ася Братанова, Елисавета Господинова, Александър Воронов, Георги Георгиев-Гого и Николай Николов.